# Michael Alexander Joseph van der Beken Pasteel
Michael Alexander Joseph van der Beken Pasteel (Leuven, 11 maart 1789 – Stratum, 2 september 1864) was een Nederlandse landeigenaar, rechter en politicus.

## Familie
Van der Beken Pasteel was lid van de familie Van der Beken Pasteel en een zoon van jhr. mr. Jacques Joseph van der Beken Pasteel (1758-1824), raad en secretaris van Aarschot, en Jeanne Richarde Josephe de Grez. Zijn vader werd per 17 oktober 1822 verheven in de Nederlandse adel, met het predicaat jonkheer. Van der Beken Pasteel trouwde met Maria Aldegonda Smits (1791-1871), dochter van Johannes Theodorus Smits, dit huwelijk bleef kinderloos. In 1823 werd hij, door aankoop, heer van Aalst.

## Loopbaan
Hij studeerde rechten aan de Universiteit van Leuven en was aanvankelijk advocaat in de Zuidelijke Nederlanden. Vanaf 1808 was hij advocaat in Eindhoven. Hij was daarnaast van 1818-1852 adjunct-houtvester. Hij werd benoemd tot rechter bij de rechtbank van eerste aanleg te Eindhoven (1828-1838) en was vervolgens tot aan zijn overlijden president van de arrondissementsrechtbank.
Van der Beken Pasteel werd lid van de Provinciale Staten van Noord-Brabant (1823-1849) en vervolgens van de Eerste Kamer der Staten-Generaal (1850-1859). Hij sprak eenmaal in de Kamer, in 1850, bij een verslag van de commissie voor de geloofsbrieven. Na 1853 woonde hij geen enkele vergadering meer bij en in 1859 stelde hij zich niet opnieuw beschikbaar.
Hij werd benoemd tot Ridder in de Orde van de Nederlandse Leeuw (1835) en Commandeur in de Orde van de Eikenkroon (1850). Van der Beken Pasteel overleed in 1864, op 75-jarige leeftijd.
- Biografisch Portaal: 34559075
- Digitale Bibliotheek voor de Nederlandse Letteren: beke010
- International Standard Name Identifier: 0000 0003 9016 0616
- Nederlandse Thesaurus van Auteursnamen: 297922947
- Parlement.com: vg09lkxvlmxg
- Virtual International Authority File: 283712548